# Rosławice
Rosławice – kolonia w Polsce położona w województwie lubuskim, w powiecie słubickim, w gminie Ośno Lubuskie.
W latach 1975–1998 miejscowość administracyjnie należała do województwa gorzowskiego.
Kolonia położona jest na drodze lokalnej Rosławice – Grabno – Lubień – Sulęcin, w pobliżu drogi wojewódzkiej nr 134.

## Zabytki
- zabudowania folwarczne, XIX-wieczne.